# Kalda (Juuru)
Kalda – wieś w Estonii, w prowincji Rapla, w gminie Juuru.